# Martin Gbonke Tia
Martin Gbonke Tia – iworyjski trener piłkarski. Prowadził reprezentację Wybrzeża Kości Słoniowej oraz kadrę U-20 tego kraju. Tę pierwszą poprowadził w Pucharze Narodów Afryki 2000 (Wybrzeże Kości Słoniowej zakończyło w nim udział na fazie grupowej), a tę drugą w młodzieżowych Mistrzostwach Świata 1991 (Wybrzeże Kości Słoniowej odpadło po fazie grupowej).